# Hršak Breg
Hršak Breg is een plaats in de gemeente Krapinske Toplice in de Kroatische provincie Krapina-Zagorje. De plaats telt 150 inwoners (2001).